# Раціональна нормальна крива
Раціона́льна норма́льна крива́ — гладка раціональна крива степеня n в n-вимірному проєктивному просторі {\displaystyle \mathbb {P} ^{n}.} Вона є одним із порівняно простих проєктивних многовидів, більш формально, вона є образом вкладення Веронезе, застосованого до проєктивної прямої.

## Визначення
Раціональну нормальну криву можна задати параметрично як образ відображення
{\displaystyle \nu :\mathbb {P} ^{1}\to \mathbb {P} ^{n}}
яке переводить точку з однорідними координатами {\displaystyle [s:t]} в точку
{\displaystyle [s^{n}:s^{n-1}t:s^{n-2}t^{2}:\ldots :t^{n}].}
У афінній карті {\displaystyle x_{0}=1} це відображення записується простіше:
{\displaystyle \nu :x\mapsto (x,x^{2},\ldots ,x^{n}).}
Легко бачити, що раціональна нормальна крива отримується замиканням афінної кривої {\displaystyle (x,x^{2},\dots ,x^{n})} за допомогою єдиної нескінченно віддаленої точки.
Еквівалентно, раціональну нормальну криву можна задати як множину спільних нулів однорідних многочленів
{\displaystyle F_{i,j}(x_{0},\ldots ,x_{n})=x_{i}x_{j}-x_{i+1}x_{j-1},}
де {\displaystyle [x_{0}:\ldots :x_{n}]} — однорідні координати на {\displaystyle \mathbb {P} ^{n}}. Розглядати всі ці многочлени не обов'язково, для задання кривої досить вибрати, наприклад, {\displaystyle F_{i,i}} і {\displaystyle F_{1,n-1}.}

## Альтернативна параметризація
Нехай {\displaystyle [a_{i}:b_{i}]} — {\displaystyle n+1} різних точок на {\displaystyle \mathbb {P} ^{1}.} Тоді многочлен
{\displaystyle G(s,t)=\Pi _{i=0}^{n}(a_{i}s-b_{i}t)}
є однорідним многочленом степеня {\displaystyle n+1} з різними коренями. Многочлени
{\displaystyle H_{i}(s,t)={\frac {G(s,t)}{(a_{i}s-b_{i}t)}}}
утворюють базис простору однорідних многочленів степеня n. Відображення
{\displaystyle [s:t]\mapsto [H_{0}(s,t):H_{1}(s,t):\ldots :H_{n}(s,t)]}
також задає раціональну нормальну криву. Дійсно, мономи {\displaystyle s^{n},s^{n-1}t,s^{n-2}t^{2},\ldots ,t^{n}} є лише одним з можливих базисів у просторі однорідних многочленів, і його можна перевести лінійним перетворенням у будь-який інший базис.
Це відображення переводить нулі многочлена {\displaystyle G(s,t)} в «координатні точки», тобто точки, всі однорідні координати яких, крім однієї, дорівнюють нулю. І навпаки, раціональну нормальну криву, що проходить через ці точки, можна задати параметрично за допомогою деякого многочлена {\displaystyle G.}

## Властивості
- Будь-які {\displaystyle n+1} точка на раціональній нормальній кривій у {\displaystyle \mathbb {P} ^{n}} лінійно незалежні. Навпаки, будь-яка крива з такою властивістю є раціональною нормальною.
- Для будь-яких {\displaystyle n+3} точок {\displaystyle \mathbb {P} ^{n},} таких, що будь-які {\displaystyle n+1} з них лінійно незалежні, існує єдина раціональна нормальна крива, що проходить через ці точки. Для побудови такої кривої досить перевести {\displaystyle n+1} з точок у «координатні», а потім, якщо решта точок перейшли в {\displaystyle [c_{0}:c_{1}:\ldots :c_{n}],[d_{0}:d_{1}:\ldots :d_{n}],} як многочлен {\displaystyle G} вибрати многочлен, що занулююється в точках {\displaystyle [a_{i}:b_{1}]=[c_{i}^{-1}:d_{i}^{-1}].}
- Раціональна нормальна крива в разі {\displaystyle n>2} не є повним перетином, тобто її неможливо задати числом рівнянь, рівним її корозмірності.[1]